# دغدغه ایران
دغدغه ایران: راه‌هایی به سوی آزادی، امنیت و توسعه پایدار کتابی از محمد فاضلی است که به مسائل مختلفِ توسعهٔ ایران از دید سیاست‌پژوهی می‌پردازد. این کتاب در واقع مجموعه‌ای از مطالبِ تلگرامی فاضلی است که در کانالی با همین نام منتشر می‌شود.

## نقدها
جلسه نقد و بررسی این کتاب در ۳ تیر ۱۳۹۸ با حضور عباس کاظمی، مسعود عالمی نیسی، مجتبی لشکربلوکی و امیر ناظمی در پژوهشگاه فرهنگ، هنر و ارتباطات برگزار شد.
محمدرضا اسلامی نیز نقدی بر این کتاب نوشت.
خبرگزاری تسنیم هم به انتقاد از مطالب کانال تلگرامیِ فاضلی پرداخت.